# Día de la Marina
Varias naciones conmemoran el Día de la Marina en reconocimiento a su armada.

## Argentina
El Día de la Armada Argentina se celebra el 17 de mayo en conmemoración del Combate Naval de Montevideo, que se desarrolló el 17 de mayo de 1814. En él, la escuadra al mando del Almirante Guillermo Brown venció a la fuerza naval realista ubicada en la Banda Oriental.

## Colombia
El día de la Armada Colombiana es celebrado el 24 de julio, en conmemoración del aniversario de la victoria lograda en 1823 en el Combate naval del Lago de Maracaibo.

## Chile
El Día de las Glorias Navales es un día festivo de Chile el 21 de mayo. Se conmemora el Combate naval de Iquique el 21 de mayo de 1879 en la Guerra del Pacífico.
La fecha también marca la apertura de la temporada parlamentaria ordinaria (hasta el 18 de septiembre en el Día de la Independencia) y es el día tradicional para el Estado del Presidente de la dirección de la nación.
Los actos cívicos principales se llevan a cabo en Santiago de Chile, Iquique y Valparaíso, donde se encuentran la sede de la Armada de Chile.

## China
El Ejército Popular de Liberación de China celebra la fundación de su brazo armado el 23 de abril.

## Croacia
El Día de la Armada Croacia es celebrado el 18 de septiembre en el aniversario del Día del Ejército.

## India
El 4 de diciembre se celebra el Día de la Marina en la India, para conmemorar el inicio de la Operación Trident durante la guerra indo-pakistaní de 1971. En el ataque de una noche la marina india hundió tres buques cerca del mayor puerto paquistaní de Karachi.

## Irán
El 28 de noviembre es el día de la marina en Irán. Conmemora la Operación Morvarid de 1980, una importante victoria de la Armada iraní durante la Guerra Irán-Irak.

## Israel
En Israel, el Día de la Marina se celebra el 30 de junio. En esta época, en 1948 el Puerto de Haifa fue capturado por Israel durante la Guerra de Independencia de Israel de 1948. Tradicionalmente, Día de la Marina es precedido por la Tarde Memorial.

## Italia
En Italia, el Día de la Marina es el 10 de junio y no es día festivo.

## Japón
En el Imperio de Japón, el aniversario del Día de la Marina fue el 27 de mayo de 1906 hasta 1945. Fue en conmemoración de la Batalla de Tsushima.

## México
En México, la Armada de México celebra el Día de la Marina el 1 de junio, que es también un Día Marítimo Nacional.

## Perú
En el Perú, el Día de la Marina es un día festivo celebrado el 8 de octubre en conmemoración al Combate naval de Angamos en 1879 y el aniversario de la creación de la Marina de Guerra del Perú.

## Pakistán
En Pakistán, el Día de la Marina es celebrado el 8 de septiembre en conmemoración a la Guerra indo-pakistaní de 1965. El 8 de septiembre de 1965 fue el día cuando la Armada Pakistaní lanzó su operación estratégica exitosa contra la India, nombre código Operación Dwarka.

## Rusia
En Rusia el Día de la Marina es un día festivo que normalmente toma lugar el último domingo de julio. Es un legado de la Unión Soviética que introdujo este día festivo en junio de 1939; la fecha fue elegida en relación con la Batalla de Gangut.

## Rumania
En Rumania, el Día de la Marina es un día festivo que toma lugar el 15 de agosto.

## Ucrania

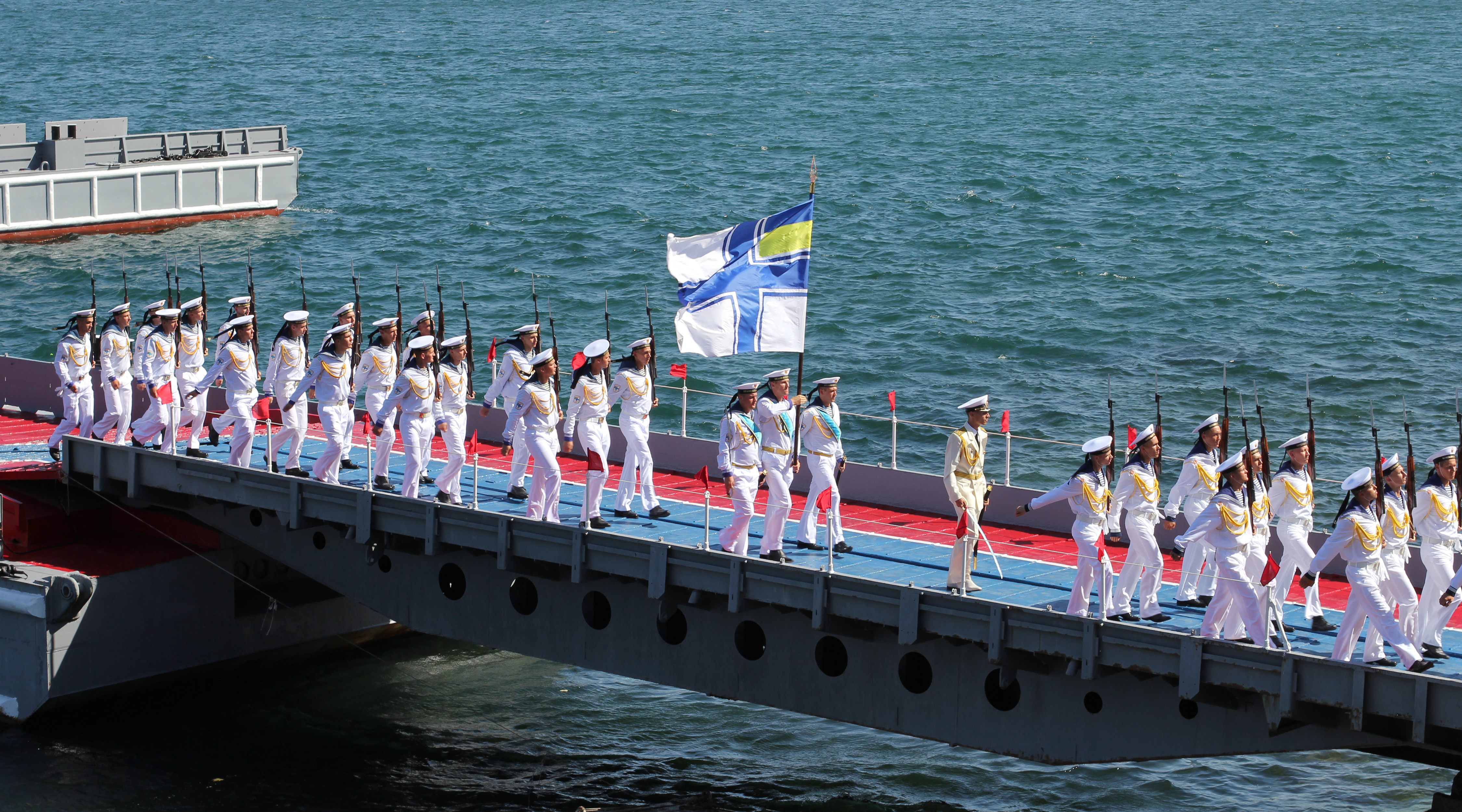
Celebración conjunta de El Día de la Marina en Rusia y Ucrania

En Ucrania el Día de la Marina es un día festivo profesional que se celebra cada último domingo de julio. Antes de 2012 se celebró el 1 de agosto. Se estableció en 1996. Desde 2012 Ucrania festeja el Día de la Marina el mismo día que Rusia y la Unión Soviética (como Rusia, Ucrania es una ex república soviética).

## Estados Unidos
En los Estados Unidos se celebra el 27 de octubre. La Liga Naval de los Estados Unidos organizó el primer Día de la Marina en 1922, en conmemoración del cumpleaños del presidente Theodore Roosevelt, que era un entusiasta naval.